# Рагозин, Николай Александрович
Николай Александрович Рагозин (30 июня 1891 — 21 сентября 1957) — подполковник, лётчик, участник Первой мировой войны, Гражданской войны в России и Гражданской войны в Испании.

## Биография
Родился 30 июня 1891 в Царском Селе, в семье участника Русско-турецкой войны (1877—1878) генерал-лейтенанта Александра Николаевича Рагозина, командира 8-й Восточно-Сибирской стрелковой дивизии, с 1904—1907 начальника Офицерской стрелковой школы в Ораниенбауме;
В 1909 году окончил Императора Александра II кадетский корпус. В 1911 году выпущен из Морского корпуса зачислен в 1-й Балтийский флотский экипаж корабельным гардемарином. 6 декабря 1911 — переведён на Черноморский флот линкор «Евстафий» чин мичман. 28 ноября 1912 — назначен исполняющим должность командира 1-й роты команды этого корабля.
12 марта 1913 — (приказом по Морским силам и портам Чёрного моря № 164, был назначен в Службу связи Чёрного моря для прохождения курса полётов на гидроаэроплане (разведка). 25 августа — успешно сдал экзамен на звание лётчика (Севастополь п. Килен-бухта). 7 сентября — откомандирован для прохождения теоретических курсов авиации им. В. В. Захарова при Санкт-Петербургском Политехническом институте.
1 июля 1914 — получил звание морского лётчика. С августа — принимал участие в испытаниях гидроаэропланов системы «Кертисс».

### Первая мировая война
16 октября 1914 — выполнял разведку в поисках линейного крейсера «Гебен», который ранним утром этого дня обстрелял Севастополь;
24 ноября — вылетел на летающей лодке «Кертисс» № 19, вместе с унтер-офицером Починком в поисках крейсера «Бреслау» после обнаружения которого был подвергнут обстрелу. 25 ноября был подобран  в море гидросамолете «М-15» миноносцем №256 и приведён в базу.
1 января 1915 — произведён в лейтенанты. 1916 июнь по декабрь — командир 3-го корабельного отряда авиации Черноморского флота.
3 декабря 1916 на М-11 Русская лодка вступил в бой с германским бомбардировщиком, нанёс ему ряд повреждений и принудил сесть в море, в 8 милях от мыса Олинька (ныне Сфынту-Георге). Несмотря на восемь полученных пулевых пробоин, благополучно прибыл к месту базирования.
1917, январь — командир 5-го отряда Воздушной дивизии Черноморского флота, Июнь — командующий 1-м Дивизионом той же дивизии.
Декабрь — исполнял обязанности наблюдающего офицера на заводе В. А. Лебедева в Таганроге и предложил собственную оригинальную конструкцию гидроаэроплана.

### Рабоче-крестьянская армия
8 июня 1919 — зачислен на службу в отдел морской авиации при Управлении советского украинского военно-воздушного флота и был назначен на должность помощника по организационно-строевой работе в Морской школе высшего пилотажа;
26 сентября — в качестве пилота гидроавиационного отряда Днепровской военной флотилии прибыл в Петроград, где получил назначение на должность лётчика-истребителя в Воздушной бригаде особого назначения;
15 октября — самолёт, пилотируемый Рагозиным, при невыясненных обстоятельствах упал в районе Сестрорецка, лётчик остался невредим.
28 октября во время следующей разведывательной операции в районе Гатчины на «Ньюпоре-23» лейтенант Рагозин совместно с морским лётчиком Б. А. Пилиповским улетел и не вернулся, «считать без вести пропавшим, т.е улетевшим в неизвестном направлении»;

### Белая гвардия
Затем согласно именному каталогу «История Белого движения и эмиграции» следы легендарного лётчика прослеживаются уже на юге России, где он командует 2-м гидроавиационным отрядом (ВСЮР);
28 марта 1920 — приказом главнокомандующего ВСЮР № 14 произведён в старшие лейтенанты.
20 июня — 2-й гидроавиационный отряд в составе 2-го авиационного отряда Черноморского флота. Накануне эвакуации Крыма занимал должность вахтенного начальника плавучей мастерской «Кронштадт».

### Эмиграция
14 ноября 1920 — эмигрировал в Бизерту(Тунис) (место последнего пристанища Русской эскадры), затем вместе с женой и четырёхлетним сыном Александром отправился в лагерь Айн-Драгам;
До весны 1922 в Айн-Драгаме зарабатывает на жизнь разнорабочим, затем шофёром на табачных плантациях.

### Гражданская война в Испании

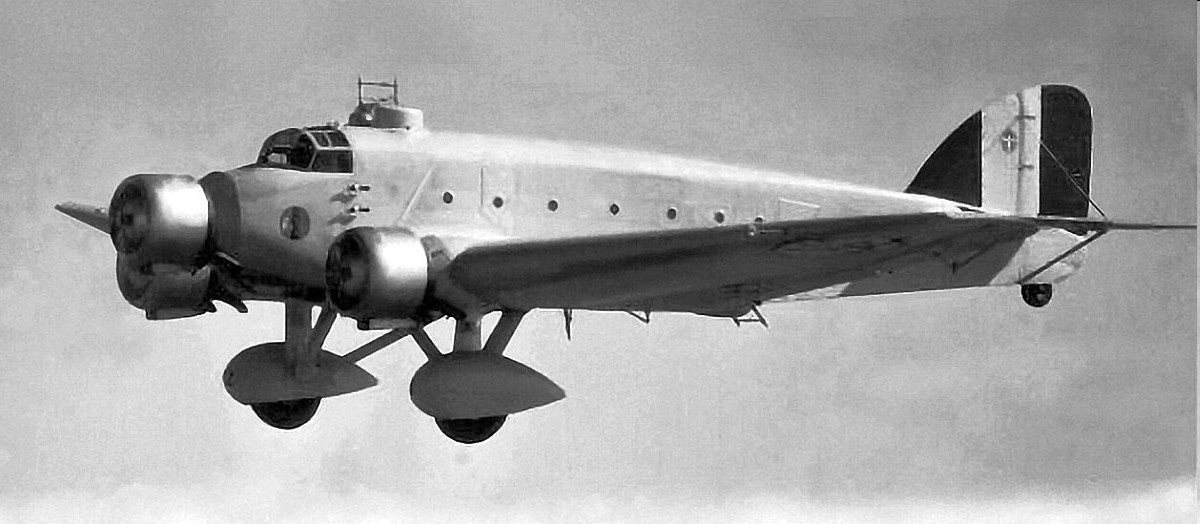
«Савойя» SM-81

1922 — Испания, под фамилией Рагозин-Дейман служил в авиации, в чине капрала Иностранного легиона генерала Франко;
1922—1927: участвовал в Марокканской войне (разведка, наблюдение, связь, штурмовые действия, дневное и ночное бомбометание, санитарные эвакуации), за «военные заслуги» был произведён в унтер-офицеры, затем в лейтенанты.
По окончании боевых действий занимался преподавательской и инструкторской работой при авиашколах;
18 июня 1936: доставил на своём самолёте генерала Франсиско Франко из Тетуана в Севилью. После этого некоторое время был его личным пилотом.
1936—1937 — числился в составе ВВС Испании Африканского контингента;
14 декабря 1936 — получил чин капитана (со старшинством с 1 июля 1934).
1936—1939 — участник гражданской войны в Испании на стороне Фалангистов; Летал на самолётах «Бреге-19», «Фоккер F.VII» и «Савойя SM-81». Летал в составе итальянской группы, возможно, он взаимодействовал и с немецкими лётчиками легиона «Кондор», так как среди его многочисленных наград фигурирует орден Германского орла с мечами.
С октября 1937 по август 1939 — находился на юге Испании. Помимо участия в боевых действиях, с ноября 1936 преподавал в лётной школе Трипулантес и был инструктором авиационного штурманского дела в Табладе и Малаге.
После войны произведён генералом Франко в подполковники, был награждён большой звездой за 35 лет безупречной службы (считая год войны за два), получил звание почётного лётчика Испании, Германии и Италии. В послужном списке Рагозина зафиксировано 2400 полётных часов, из них — 1465 боевых.
1940—1941 — начальник авиашколы в Тьера.
Скончался  на 67-м году жизни на острове Мальорка (Испания) 21 сентября 1957.

## Награды
- Орден Св. Станислава 3-й ст. (06.12.1914);
- мечи и бант к имеющемуся ордену Св. Станислава 3-й ст. (10.01.1915);
- Георгиевское оружие (04.05.1915 г.);
- Орден Св. Анны 4-й ст. с надписью «За храбрость» (1915);
- Орден Св. Владимира 4-й ст. с мечами и бантом (24.01.1916);
- Орден Св. Анны 3-й ст. с мечами и бантом (18.04.1916);
- Орден Св. Станислава 2-й ст. с мечами (31.04.1916);
- Орден Св. Анны 2-й ст. с мечами (1916).
- Крест «Военных заслуг» (Испания) — 5 раз;
- Крест «Мария Кристина» с мечами;
- Африканская медаль «За военные заслуги»;
- Марокканский орден «Медахния»;
- Орден Германского орла с мечами;
- Звездой с мечами;
- Крест «За военную доблесть» (Италия).

## Семья
- Сын, Рагозин Александр Николаевич, последовав примеру отца, с лета 1936 г. воевал в рядах франкистской авиации, выстраивал «воздушный мост» между основной группировкой националистов и окружённым республиканцами монастырём Аудьяр. В конце 1936 г. в одном из вылетов был ранен. Во время Второй мировой войны сражался в составе испанских частей, действовавших на стороне Германии на Восточном фронте. После войны Рагозин младший продолжил авиационную службу и к 1955 г. получил чин лейтенанта.

### Аттестация
от 17 июля 1907 г: «Легкомысленный и очень пустой кадет, наделённый, однако, большими способностями» (РГА ВМФ. Ф. 432. Оп. 7. Д. 2873. Л. 12).
Морской корпус: «Воспитан, но мало дисциплинирован. К службе индифферентен. Вял и ничего военного ни в характере, ни во внешности. Характер ещё неустановившийся и несерьёзный. Постоянные мальчишеские выходки, особенно в классе с преподавателями»
Из аттестации Рагозина от 9 сентября 1915 г. начальника 2-го корабельного отряда лейтенанта Е.Е. Коведяева: «Способен к строевой, судовой, административной и учебно-воспитательной службе. Нравственный характер твёрдый, здоровье хорошее. Воспитан, дисциплинирован. Хорошо знает авиацию, знает французский язык. Очень исполнителен, любит своё дело и ревниво относится к нему, с подчинёнными обращается мягко, но требовательно; способен занимать самостоятельную должность. Пригоден к дальнейшей службе. Отважен, мужественен, спокоен во время боевых полётов» (Ф. 1250. On. 1. Д. 34. А. 203–204).
Из представления к ордену Святого Георгия 4-й степени, подписанного командиром отряда:
«15 марта 1915 г. летал дважды над Босфором с целью разведки. Неоднократно подвергался обстрелу неприятеля и дал возможность своему наблюдателю собрать ценные сведения. В тот же день, посланный мною атаковать неприятельский миноносец пошёл почти на верную смерть, пролетев над неприятелем на высоте лишь 400 м и подвергшись огню из его пушек, винтовок и даже револьверов. 17 марта, летая над Сангулдаком, дважды дал возможность наблюдателю своему произвести удачно разведку и сбросить две бомбы, одна из которых попала в железнодорожное здание».(Не выдан по причине утери наградного листа.)